# Втеча Лоґана
«Втеча Лоґана» (англ. Logan's Run) — науково-фантастичний роман американських письменників Вільяма Ф. Нолана та Джорджа Клейтона Джонсона. Опублікований у 1967 році, роман змальовує антиутопічне мальтузіанське суспільство майбутнього, в якому населення та споживання ресурсів підтримуються в рівновазі за допомогою вимоги смерті кожного, хто досягає 21 року. Історія обертається навколо Лоґана, відповідального за дотримання цього правила, який вистежує і вбиває громадян, що «тікають» від смертельної вимоги суспільства — лише для того, щоб врешті-решт «втекти» самому.

## Сюжет
У вступі до книги сказано:
Насіння Малої війни було посаджене неспокійним літом середини 1960-х років, коли молодь випробовувала свої сили сидячими страйками та студентськими демонстраціями. На початку 1970-х років понад 75 відсотків людей, що жили на Землі, були молодші за двадцять один рік. Чисельність населення продовжувала зростати, а разом з нею і відсоток молоді. У 1980-х роках цей показник становив 79,7 відсотка. У 1990-х - 82,4 відсотка. У 2000 році досяг критичної маси.
У світі 2116 року максимальний вік людини суворо регламентований законом: 21 рік, з точністю до дня. Коли люди досягають цього останнього дня, вони з'являються до Майстерні сну, де їх добровільно страчують за допомогою токсичного газу, що викликає насолоду. Вік людини показує кристал у формі пальмової квітки, вбудований у долоню правої руки, який змінює колір кожні сім років: жовтий (0-6 років), потім синій (7-13 років), потім червоний (14-20 років), потім блимає червоним і чорним в Останній день, і, нарешті, стає чорним у 21 рік.
Бігуни — це ті, хто відмовляється підкорятися Майстерні сну і намагається уникнути своєї долі, втікши до Притулку — місця, де вони можуть жити вільно, незважаючи на диктат суспільства. Лоґан 3 — оперативник «Глибокого сну» (група «Піщані люди»), чиє завдання — знищувати Бігунів за допомогою спеціальної зброї, яку називають просто «пістолетом» — пістолета з боєприпасом, що самознищується, якщо до нього доторкнеться людина, яка не є його власником. Найбільше Бігуни бояться зброї під назвою «Гомер», яка використовує тепло тіла і запалює кожен больовий нерв у тілі, вбиваючи ціль.
Піщані люди практикують омнайт, гібридний вид бойових мистецтв. У свій власний Останній день Лоґан сам стає Бігуном, намагаючись проникнути до підземної залізниці для бігунів, які шукають Притулку.
Більшу частину книги Лоґан є антигероєм, але згодом його персонаж починає симпатизувати Бігунам, і він стає більш схожим на традиційного героя.
Незважаючи на її початкову недовіру до нього, йому допомагає Джессіка 6, з якою Лоґан познайомився після того, як погнався за її братом-бігуном Дойлом 10 до собору, де той був убитий злісними підлітками, відомими як «Дитинчата».
Френсіс, ще одна піщана людина і друг Лоґана, наздоганяє Лоґана і Джесіку після того, як їм вдалося дістатися до останньої зупинки перед Притулком. Френсіс розповідає, що його справжнє ім'я Баллард, який допомагав організувати їхню втечу. Френсіс розповідає їм, що насправді йому 42 роки, але завдяки несправній пальмовій квітці, яка не змінює колір, і за допомогою пластичних хірургів він зміг замаскувати свій справжній вік і зовнішність. Він працює зсередини системи, оскільки вважає, що комп'ютер, який контролює глобальну інфраструктуру, похований під горою Крейзі Хорс, починає давати збої, і суспільство загине разом з ним.
Притулком виявляється Аргос, раніше покинута космічна колонія поблизу Марса.
Лоґан і Джессіка тікають до колонії на ракеті, яка відлітає з колишнього місця запуску космічної програми у Флориді, а Баллард залишається, щоб допомогти втекти іншим .

## Продовження та спін-офи
Нолан написав два сиквели, «Світ Лоґана» та «Пошуки Лоґана», опубліковані після виходу фільму (відповідно у 1977 та 1980 роках). Існує також новела «Повернення Лоґана», яка була опублікована як електронна книга у 2001 році. Два інших романи, «Подорож Лоґана» та «Водоспад Лоґана», були написані у співавторстві (відповідно з Полом МакКомасом та Джейсоном В. Броком), але ще не опубліковані і мали вийти одночасно з ремейком екранізації.
У «Світі Лоґана» йдеться про події після повернення Лоґана на Землю, серед тих, хто вижив, і руїн системи, з якої він втік у першому романі, тоді як у «Пошуках Лоґана» Лоґан вирушає в альтернативну реальність (за допомогою інопланетян), щоб знову зупинити урядову систему, з якої він втік у першому романі, хоча і з деякими незначними змінами.
Анонсований особистий сиквел Джорджа Клейтона Джонсона до «Бігу Лоґана» під назвою «Біг Джессіки»: нове продовження всесвіту «Втеча Лоґана», був «у розробці». На момент смерті Джорджа Клейтона Джонсона на Різдво 2015 року він все ще перебував у розробці.

## Сприйняття
Дейвід Прінґл дав «Втечі Лоґана» дві зірки з чотирьох і назвав роман «хорошим фантастичним трилером»; він також заявив, що він перевершує екранізацію.

## Адаптації

### Фільм
Роман був екранізований у 1976 році режисером Майклом Андерсоном з Майклом Йорком у ролі Лоґана 5 (а не 3), Дженні Егаттер у ролі Джессіки 6 та Річардом Джорданом у ролі Френсіса 7. Продюсером фільму виступив Сол Девід, колишній керівник MGM і відомий прихильник наукової фантастики (він продюсував і розробляв «Фантастичну подорож» у 1966 році на студії «Фокс», а також розробляв «Край „Дикий Захід“» на студії MGM). Фільм використовує дуже обмежений набір приміщень і сюжетних ліній з роману (кожен повинен померти в певному віці, Логан тікає з Джесікою як компаньйонкою, поки його переслідує Френсіс).

#### Можливий ремейк
У середині 1990-х років компанія Warner Bros. розпочала розробку римейку фільму. У квітні 2000 року режисер Скіп Вудс розпочав переговори зі студією та продюсером Джоелом Сілвером щодо написання сценарію та режисури римейку. Режисер планував зробити його ближчим до роману, ніж оригінальний фільм, відновивши такі елементи, як гора Скажений Кінь та небесні цигани. У березні 2004 року режисера Брайана Сінгера було запрошено для розробки та режисури «Втечі Лоґана». Сінгер почав працювати з художником-постановником Гаєм Діасом ще з його попереднього фільму «Люди Ікс 2» (2003). Сценаристи Ітан Ґросс і Пол Тодіско були найняті для написання сценарію разом з режисером, а реліз фільму був запланований на 2005 рік. У жовтні Сінґер заявив, що почав превізуалізацію «Втечі Лоґана», яка буде завершена до того часу, коли він закінчить виробництво свого проекту «Повернення Супермена» (2006). Наступного грудня сценарист Ден Гарріс повідомив, що вони з режисером представили перший начерк «Втечі Лоґана». Сценарист сказав, що ремейк міститиме більше екшену, ніж оригінальний фільм, описавши його як «ремейк концепції фільму плюс книга».
У лютому 2005 року сценарист Крістофер Маккворрі був найнятий для переписування сценарію, зйомки мали відбуватися в Австралії. Рік потому було оголошено, що «Втеча Лоґана» розпочнеться пізніше того ж року у Ванкувері. Наступного травня готовність Сінґера стати режисером «Втечі Лоґана» була поставлена під сумнів через конфлікт із запланованими зйомками сиквелу «Повернення Супермена». У травні Сінґер підтвердив, що не зніматиме «Втечу Лоґана», прагнучи відпочити від своєї роботи. Режисерам Роберту Швентке та Джеймсу МакТейґу було запропоновано взяти участь у проекті, але жоден з них не погодився.

У квітні 2007 року продюсер Джоел Сілвер підтвердив свій намір зняти римейк оригінального фільму. Пізніше, у серпні, Джозеф Косинські підписав контракт на режисуру фільму.
У травні та червні 2010 року Карл Ерік Рінш був найнятий режисером, а Алекс Ґарленд та Майкл Догерті мали написати сценарій. Пізніше Рінш вийшов з проекту через конфлікт з розкладом. У серпні 2011 року данський режисер Ніколас Віндінґ Рефн був залучений до режисури римейку, в якому головні ролі виконували Раян Ґослінґ і Роуз Бірн, за сценарієм Ендрю Болдвіна. У червні 2013 року розробник відеоігор Кен Левін був залучений до написання сценарію. Остання концепція фільму була заснована на жіночій головній ролі у квітні 2015 року.
До липня 2015 року Левін покинув проект і його замінив Саймон Кінберг, який, окрім написання нової історії та сценарію, також планував продюсувати фільм разом з Грегом Берланті. Як повідомляється, Райан Кондал був найнятий для написання сценарію, заснованого на сценарії Кінберга в червні 2016 року. У березні 2018 року було підтверджено, що Кінберг буде режисером фільму за сценарієм Пітера Крейґа.
Сілвер звільнився з власної продюсерської компанії у 2019 році на тлі звинувачень у фінансових зловживаннях; блог Gizmodo пізніше припустив, що його відставка означала, що ремейк «швидше за все, ніколи не відбудеться».

### Телебачення
Телесеріал, спін-офф фільму, з Грегорі Гаррісоном у ролі Лоґана 5 і Гізер Мензіс у ролі Джессіки 6, тривав один сезон, 14 епізодів, з 16 вересня 1977 року по 16 січня 1978 року, на американському телебаченні (CBS-TV). Дороті Фонтана працювала редактором сценарію, а також залучив до роботи над серіалом кількох інших сценаристів із «Зоряного шляху» та авторів оригінального роману. Продюсером пілоту серіалу був Сол Девід, якого CBS замінив на ветеранів телепродюсерів Івана Гоффа та Бена Робертса.

### Інші адаптації
- Видавництво Marvel Comics опублікувало короткотривалу серію коміксів, яка адаптувала історію фільму і ненадовго продовжила його, поки книга не була завершена у випуску № 7.
- У 1983 році за мотивами роману була створена гра Logan's Run.
- З червня 1990 року по березень 1992 року видавництво Adventure Comics випускало міні-серію коміксів «Втеча Лоґана» та «Світ Лоґана», по шість випусків у кожному, з малюнками Баррі Блера.[25]
- Щорічник Logan's Run у твердій обкладинці, заснований на телесеріалі та з ілюстраціями Девіда Ллойда, був опублікований у Великій Британії видавництвом Brown Watson наприкінці 1977 року, та датований 1978 роком. Крім того, комікс Logan's Run, також заснований на телесеріалі, написаний Ангусом П. Алланом і намальований Артуром Рансоном, виходив у британському щотижневому коміксі «Look-In» з квітня по вересень 1978 року.[26]
- У 2000 році лейбл Emperor Norton Records випустив альбом електронної музики Logan's Sanctuary, задуманий як саундтрек до вигаданого продовження Logan's Run, написаний і виконаний Роджером Джозефом Меннінгом-молодшим і Брайаном Рейцеллом, а також за участю Джейсона Фолкнера.
- City of Domes, гра в альтернативній реальності, була створена групою веб-розробників на VirtuQuest.com. Гра була відтворенням міста Logan's Run, приблизно через 30 років після пригод Логана 6.[27]
- Починаючи з 2010 року, Bluewater Productions почала публікувати різні ітерації оригінального роману та продовження персонажів у форматі коміксів, починаючи з Logan's Run: Last Day.[28]